# Cantó de Delle
El cantó de Delle és un cantó francès del departament del Territori de Belfort, situat al districte de Belfort. Té 10 municipis i el cap és Delle.

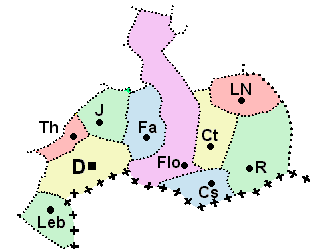
Municipis del Cantó de Delle

## Municipis
- Courcelles (120 habitants) (Cs),
- Courtelevant (Ct),
- Delle (D),
- Faverois (Fa),
- Florimont (Flo),
- Joncherey (J),
- Lebetain (Leb),
- Lepuix-Neuf (LN),
- Réchésy (R),
- Thiancourt (Th).

## Història
| Data d'elecció                           | Identitat        | Partit        | Qualitat |
| ---------------------------------------- | ---------------- | ------------- | -------- |
| 1945-1951                                | Eugène Claret    | UP            |          |
| 1951-1964                                | René Rucklin     | SFIO          |          |
| 1964-1976                                | Paul Michaillard | UNR           |          |
| 1976-1982                                | Denis Maire      | PS            |          |
| 1982-1987                                | Paul Michaillard | Divers droite |          |
| 1987-2001                                | Raymond Forni    | PS            |          |
| 2001-                                    | Pierre Oser      | PS            |          |
| les dades anteriors no són pas conegudes |                  |               |          |
|                                          |                  |               |          |